# اوکمتیک
اوکمتیک (انگلیسی: Okmetic) شرکت الکترونیک فنلاندی است، که در سال ۱۹۸۵ تأسیس شد.